# Jane Keckley
Pour les articles homonymes, voir Keckley.
Jane Keckley est une actrice américaine née le 10 septembre 1876 à Charleston (Caroline du Sud), et morte le 14 août 1963 à South Pasadena (Californie).

## Biographie

### Vie privée
Elle était la mère de Leonide Watson.

## Filmographie partielle
- 1911 : The New Superintendent de Francis Boggs
- 1911 : The Totem Mark d'Otis Turner
- 1911 : A Painter's Idyl de Hobart Bosworth
- 1911 : McKee Rankin's '49' de Hobart Bosworth
- 1911 : Lieutenant Grey of the Confederacy de Francis Boggs
- 1911 : Kit Carson's Wooing de Francis Boggs
- 1911 : The Right Name, But the Wrong Man de Frank Montgomery
- 1911 : A Frontier Girl's Courage de Hobart Bosworth et Frank Montgomery
- 1911 : The Little Widow de Francis Boggs
- 1911 : A Modern Rip de Hobart Bosworth
- 1911 : A Spanish Wooing de Frank Montgomery
- 1911 : In the Shadow of the Pines de Hobart Bosworth
- 1911 : For His Pal's Sake de Frank Montgomery
- 1911 : George Warrington's Escape de Hobart Bosworth
- 1911 : The Night Herder de Frank Montgomery
- 1912 : A Crucial Test de Frank Montgomery
- 1912 : As Told by Princess Bess de Frank Montgomery
- 1912 : The Danites de Francis Boggs
- 1916 : Redeeming Love de William Desmond Taylor
- 1920 : The Soul of Youth de William Desmond Taylor
- 1921 : Mur mitoyan (A Virginia Courtship) de Frank O'Connor
- 1924 : The Deadwood Coach de Lynn Reynolds
- 1927 : Le Médecin de campagne (The Country Doctor) de Rupert Julian
- 1927 : The Lady in Ermine de James Flood
- 1928 : Road House de Richard Rosson
- 1928 : Harold Teen de Mervyn LeRoy
- 1929 : Voisins ennemis (Noisy Neighbors) de Charles Reisner
- 1930 : The Naughty Flirt d'Edward F. Cline
- 1932 : The Miracle Man de Norman Z. McLeod
- 1934 : The Tonto Kid de Harry L. Fraser
- 1936 : Silly Billies de Fred Guiol
- 1939 : Man of Conquest de George Nichols Jr.